# Pljučarice
Pljučarice (znanstveno ime Dipnoi) so podrazred rib mesnatoplavutaric, ki spadajo med živeče fosile. To so danes še živeče vrste organizmov, ki so po telesni zgradbi zelo podobne vrstam, poznanim samo po fosilnih ostankih, hkrati pa nimajo drugih še živečih sorodnikov. Iz prednikov, ki so imeli čeljusti, so se predvsem v karbonu razbohotile številne skupine rib, med njimi hrustančnice, sklenoluskavke, pljučarice in resoplavutarice. Iz predstavnikov pljučaric naj bi se v poznem silurju (ali v začetku devona) razvile dvoživke.
Danes jih najdemo le še v Afriki, Avstraliji in Južni Ameriki. Od danes še živečih predstavnikov so znane le štiri vrste. Zanje je značilno da se lahko v neugodnih razmerah zakopljejo v zemljo. Imajo dva vzdušna mehurja, ki sta posebej oblikovana, in z njima absorbirajo kisik iz pogoltnjenega zraka, torej opravlja funkcijo nadomestnih pljuč vendar to še niso pljuča kot jih poznamo pri sesalcih, so pa znak za postopen prehod organizmov na kopno.